# Gausfred de Barcelona
Gausfred (en llatí Iocefredus, Iozcefredus et al.; fl. 986-988) va ser el quart fill del comte Sunyer I de Barcelona. Està documentat a la carta de població de Cardona atorgada per Borrell II el 23 d'abril de 986, on signa al costat d'altres magnats com Iocefredus frater Borrello Comes, és a dir, germà del comte Borrell. Pròsper de Bofarull afirma que hi ha la sospita que pogués tractar-se d'un fill il·legítim del comte, atès que no va rebre cap benefici o llegat del seu pare, com va fer amb els altres fills, però tampoc descarta que pogués ser fill de l'esposa del comte, Riquilda de Tolosa. La informació sobre la carta la recull també l'erudit valencià Jaume Villanueva i, segons aquest autor, la seva signatura consta també en un document de 25 de març de 988, que tracta sobre el monestir de Santa Maria de Serrateix.